# Больцони, Франческо
Франческо Больцони (итал. Francesco Bolzoni; 7 мая 1989, Лоди) — итальянский футболист, полузащитник.

## Карьера

### Клубная
Больцони начал играть в городе Сан-Коломбано-аль-Ламбро, прежде чем пришёл в детскую академию клуба «Интернационале», Больцони прошёл через все возрастные команды, начиная с команды 13-летних и заканчивая 20-летними, с которыми выиграл молодёжное итальянское первенство. 1 февраля 2007 года Больцони дебютировал в первой команде «Интера» в полуфинальном матче кубка Италии против «Сампдории», а 19 сентября был в запасе в матче Лиги чемпионов против клуба «Фенербахче», но Больцони впервые сыграл в Лиге чемпионов в следующей игре, 2 октября, против клуба ПСВ Эйндховен; на 70-й минуте он заменил Сантьяго Солари, а в ответной игре с ПСВ Больцони вышел в стартовом составе и провёл на поле все 90 минут. В 2008 году Больцони подписал свой первый профессиональный контракт, рассчитанный до 2012 года. 24 мая 2009 года он дебютировал в Серии А, выйдя на замену вместо Кристиана Киву.
Летом 2009 года Больцони перешёл в клуб «Дженоа», а в августе того же года отправился в аренду в команду Серии Б, «Фрозиноне». Сезон 2010/11 футболист также проводит в аренде, выступая за «Сиену»
22 июня 2011 года клуб «Сиена» приобрёл права на итальянского футболиста.

### Международная
Больцони играл за сборные Италии различных возрастов, 21 ноября 2007 года впервые сыграл за сборную Италии до 21 года.

## Достижения
- Чемпион Италии (до 20): 2007
- Победитель турнира Виареджо: 2008

## Статистика
| Сезон              | Клуб               | Лига               | Чемпионат | Чемпионат | Кубок | Кубок | Еврокубки | Еврокубки | Суперкубок | Суперкубок |  | Всего за сезон | Всего за сезон |
| Сезон              | Клуб               | Лига               | Игры      | Голы      | Игры  | Голы  | Игры      | Голы      | Игры       | Голы       |  | Игры           | Голы           |
| ------------------ | ------------------ | ------------------ | --------- | --------- | ----- | ----- | --------- | --------- | ---------- | ---------- |  | -------------- | -------------- |
| 2006/07            | Интернационале     | Серия А            | 0         | 0         | 1     | 0     | 0         | 0         | —          | —          |  | 1              | 0              |
| 2007/08            | Интернационале     | Серия А            | 0         | 0         | 3     | 0     | 2         | 0         | 0          | 0          |  | 5              | 0              |
| 2008/09            | Интернационале     | Серия А            | 1         | 0         | 0     | 0     | 0         | 0         | 0          | 0          |  | 1              | 0              |
| Всего за Интер     | Всего за Интер     | Всего за Интер     | 1         | 0         | 4     | 0     | 2         | 0         | —          | —          |  | 7              | 0              |
| 2009/10            | Фрозиноне          | Серия В            | 25        | 0         | 1     | 0     | —         | —         | —          | —          |  | 26             | 0              |
| Всего за Фрозиноне | Всего за Фрозиноне | Всего за Фрозиноне | 25        | 0         | 1     | 0     | —         | —         | —          | —          |  | 26             | 0              |
| 2010/11            | Сиена              | Серия В            | 26        | 3         | 2     | 0     | —         | —         | —          | —          |  | 28             | 3              |
| 2011/12            | Сиена              | Серия А            | 16        | 1         | 4     | 0     | —         | —         | —          | —          |  | 20             | 1              |
| Всего за Сиену     | Всего за Сиену     | Всего за Сиену     | 42        | 4         | 6     | 0     | —         | —         | —          | —          |  | 48             | 4              |
|                    |                    |                    |           |           |       |       |           |           |            |            |  |                |                |
| Всего за карьеру   | Всего за карьеру   | Всего за карьеру   | 68        | 4         | 11    | 0     | 2         | 0         | —          | —          |  | 81             | 4              |